# Sobrado (Paraíba)
Pour les articles homonymes, voir Sobrado.
Sobrado est une ville brésilienne de l'est de l'État de la Paraíba.
Sa population était estimée à 7 340 habitants en 2007. La municipalité s'étend sur 63 km2.